# E-66-Windkraftanlage Südkronsberg

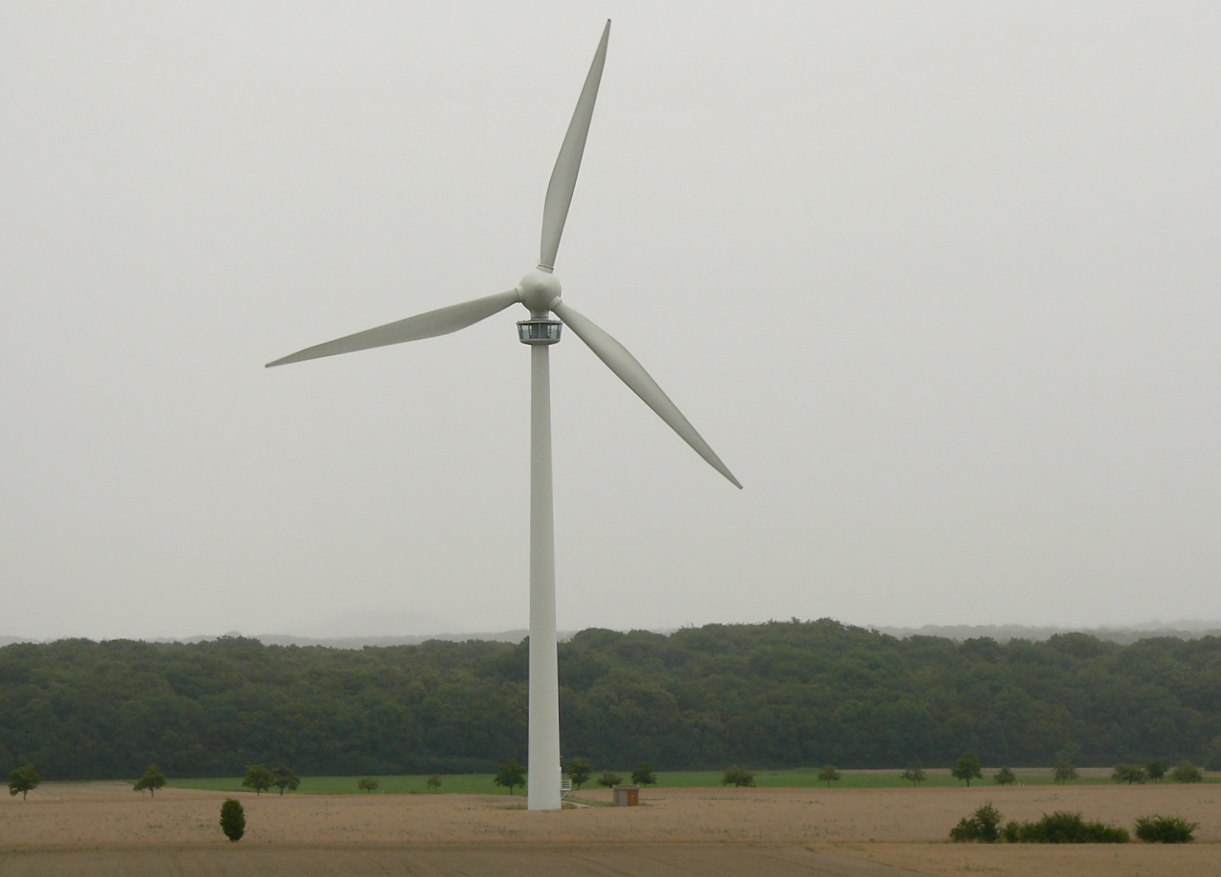
E-66-Windkraftanlage Südkronsberg mit Aussichtskanzel unter dem Rotor

Die E-66-Windkraftanlage Südkronsberg ist eine Windkraftanlage mit integrierter Aussichtskanzel, die anlässlich der Expo 2000 auf einem Freigelände auf dem Kronsberg im hannoverschen Stadtteil Bemerode errichtet wurde.
Die Windkraftanlage vom Typ Enercon E-66 mit 64,8 m Nabenhöhe, 66 m Rotordurchmesser und 1,5 Megawatt Leistung trägt als Besonderheit eine verglaste Aussichtskanzel in 60 m Höhe, die über eine Wendeltreppe mit 300 Stufen im Inneren des Turmes zu erreichen ist.
Errichter der Anlage waren die Herrmannsdorfer Landwerkstätten, die bis zu einer Insolvenz im Jahr 2004 in der Nähe einen großen Öko-Bauernhof unterhielten.
Auf dem Kronsberg befindet sich neben der hier beschriebenen noch eine weitere Windkraftanlage des Typs Enron Wind 1.5s.
Eine dritte Windkraftanlage des Typs Enercon E-32 mit 280 Kilowatt Leistung aus dem Jahr 1990 wurde im November 2019 demontiert.